# Pygeum wilsonii
Pygeum wilsonii är en rosväxtart som beskrevs av Emil Bernhard Koehne. Pygeum wilsonii ingår i släktet Pygeum och familjen rosväxter. Utöver nominatformen finns också underarten P. w. macrophyllum.